# Valva
Valva é uma comuna italiana da região da Campania, província de Salerno, com cerca de 1.772 habitantes. Estende-se por uma área de 26 km², tendo uma densidade populacional de 68 hab/km². Faz fronteira com Calabritto (AV), Caposele (AV), Colliano, Laviano, Oliveto Citra, Senerchia (AV).

## Demografia
| Variação demográfica do município entre 1861 e 2011                               |
|                                                                                   |
| Fonte: Istituto Nazionale di Statistica (ISTAT) - Elaboração gráfica da Wikipedia |